# BM-30
BM-30「スメルチ」（ロシア語:БМ-30 «Смерч»ベーエーム・トリーッツァチ・スミェールチ）は、ソ連・ロシア製の多連装ロケット砲である。ロシア軍制式コードでは9K58（9К58）と呼ばれる。愛称の「スメルチ」はロシア語で「竜巻」のことである。

## 概要
BM-30は、MAZ-543M／MAZ-7910大型8輪トラックに300mmロケット弾12連発発射器9A52-2を装備し、さらに間接照準の際に弾道を計算するための射撃統制装置を装備する。ロケット弾を発射する際には、車体の4箇所にあるアウトリガーを下ろして横転しないように車体を固定しなければならない。BM-30は70 - 90kmもの長射程を活かして、敵軍の砲兵陣地や野戦司令部、燃料や弾薬などの物資集積所、部隊集結地域の装甲目標及び非装甲目標を攻撃対象とする。射撃には12発を38秒で撃ち切るが、再装填に20分かかる｡
BM-30は1987年に導入され、旧ソ連諸国以外ではアルジェリア、インド、クウェートに輸出されている。中華人民共和国は少数を参考用に購入した後、03式300mm12連装自走ロケット砲（PHL-03）を開発し、中国人民解放軍陸軍が制式採用した。03式は車体にMAZ-543をリバースエンジニアリングして開発したWS2400 8輪重トラックを使用している｡

## ロケット弾
| 名称   | 種類                    | 重量  | 全長  | 弾頭重量 | 搭載弾                                                                 | 自己破壊時間 | 最小射程距離 | 最大射程距離 |
| ------ | ----------------------- | ----- | ----- | -------- | ---------------------------------------------------------------------- | ------------ | ------------ | ------------ |
| 9M55F  | 破片効果榴弾 (HE-FRAG)  | 810kg | 7.6 m | 258kg    | 95kgの破片効果榴弾を搭載                                               | 110秒        | 25km         | 70km         |
| 9M55K  | 対人クラスター弾        | 800kg | 7.6 m | 243kg    | 72個の対人クラスター子弾を搭載                                         | 110秒        | 20km         | 70km         |
| 9M55K1 | 対装甲クラスター弾      | 800kg | 7.6 m | 243kg    | 5個の対装甲自立誘導子弾を搭載                                          | 110秒        | 20km         | 70km         |
| 9M55K3 | 対人地雷散布弾頭        | 800kg | 7.6 m | 243kg    | 64個のPOM-2対人地雷を搭載                                              | 4-100時間    | 20km         | 70km         |
| 9M55K4 | 対戦車地雷散布弾頭      | 800kg | 7.6 m | 243kg    | 25個のPTM対戦車地雷を搭載                                              | 16-24時間    | 20km         | 70km         |
| 9M55K5 | 対人/対装甲クラスター弾 | 800kg | 7.6 m | 243kg    | 646個の3B30対人/対装甲クラスター弾を搭載                               | 130-260秒    | 25km         | 70km         |
| 9M55K6 | 対装甲自立誘導子弾弾頭  | 800kg | 7.6 m | 243kg    | 5個の9N268対装甲自立誘導子弾を搭載                                     |              | 25km         | 70km         |
| 9M55K7 | 対装甲自立誘導子弾弾頭  | 800kg | 7.6 m | 243kg    | 20個の対装甲自立誘導子弾を搭載                                         | 110秒        | 25km         | 70km         |
| 9M55S  | サーモバリック弾頭      | 800kg | 7.6 m | 243kg    | 100kgのサーモバリック爆薬                                              | 110-160秒    | 25km         | 70km         |
| 9M525  | 対人クラスター弾        | 815kg | 7.6 m | 243kg    | 72個の対人クラスター弾を搭載                                           | 110秒        | 25km         | 90km         |
| 9M526  | 対装甲自立誘導子弾弾頭  | 815kg | 7.6 m | 243kg    | 5個のMotiv-3対装甲自立誘導子弾を搭載                                   | 50秒         | 25km         | 90km         |
| 9M527  | 対戦車地雷散布弾頭      | 815kg | 7.6 m | 243kg    | 25個のPTM-3(PTM-3M)対戦車地雷を搭載                                    | 16-24時間    | 25km         | 90km         |
| 9M528  | 破片効果榴弾            | 815kg | 7.6 m | 243kg    | 95kgの破片効果榴弾弾頭を搭載                                           | 50秒         | 25km         | 90km         |
| 9M529  | 破片効果榴弾            | 815kg | 7.6 m | 243kg    | 100kgのサーモバリック爆薬を搭載                                        | 110-160秒    | 25km         | 90km         |
| 9M530  | 高貫通榴弾              | 815kg | 7.6 m | 243kg    | 75kgの高貫通榴弾弾頭を搭載                                             | 16-24時間    | 25km         | 90km         |
| 9M531  | 対人/対装甲クラスター弾 | 815kg | 7.6 m | 243kg    | 616個の3B30対人/対装甲クラスター弾を搭載                               | 130-260秒    | 25km         | 90km         |
| 9M532  | 対装甲自立誘導子弾      | 815kg | 7.6 m | 243kg    | 20個の9N282対装甲自立誘導子弾を搭載                                    | 110秒        | 25km         | 90km         |
| 9M533  | 対装甲自立誘導子弾      | 815kg | 7.6 m | 243kg    | 5個の対装甲自立誘導子弾を搭載                                          |              | 25km         | 90km         |
| 9M534  | UAV                     | 815kg | 7.6 m | 243kg    | 40kgのT-90 UAVを搭載しUAVの展開後、T-90UAVは20分の徘徊可能時間を持つ。 |              | 25km         | 90km         |
| 9M536  | 対人/対装甲クラスター弾 | 815kg | 7.6 m | 243kg    | 72個の対人/対装甲クラスター弾を搭載                                    | 50秒         | 25km         | 90km         |
| 9M537  | 対人クラスター弾        | 815kg | 7.6 m | 243kg    | 32個の近接信管によって起爆するクラスター子弾を搭載                     |              | 25km         | 90km         |
| 9M542  | 破片効果榴弾            | 820kg | 7.6 m | 150kg    | 70kgの破片効果榴弾弾頭を搭載                                           |              | 40km         | 120km        |

## 9T234-2弾薬運搬車両
BM-30の弾薬の再装填には9T234-2弾薬運搬車両が用いられる。
9T234-2弾薬運搬車両はMAZ-543Aのシャーシに基づいており、油圧クレーンを備え12発の弾薬の運搬が可能である。
弾薬の再装填には36分を要し、BM-30のユニットは発射車両6両、弾薬運搬車両6両で構成される｡

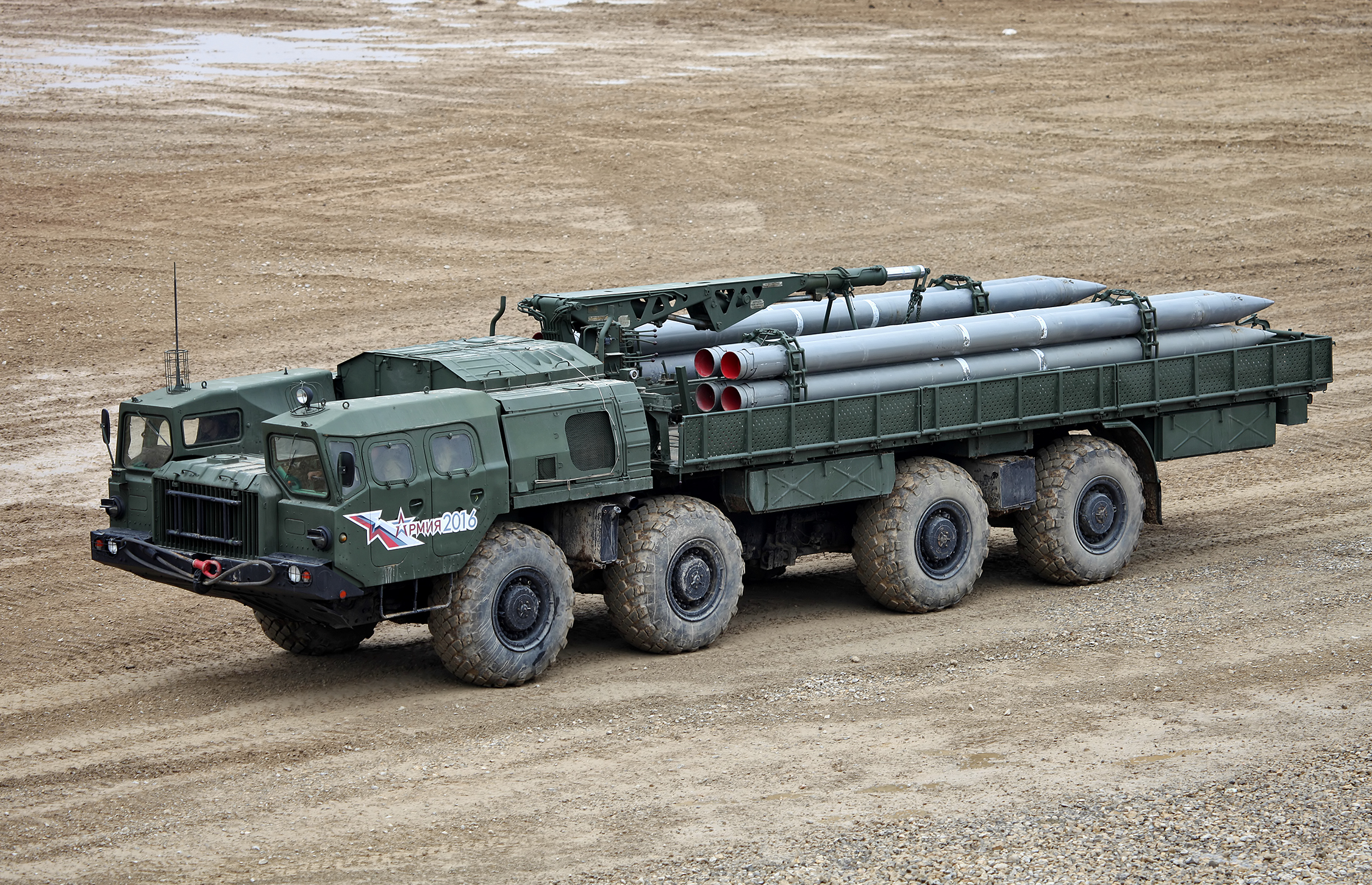
9T234-2弾薬運搬車両
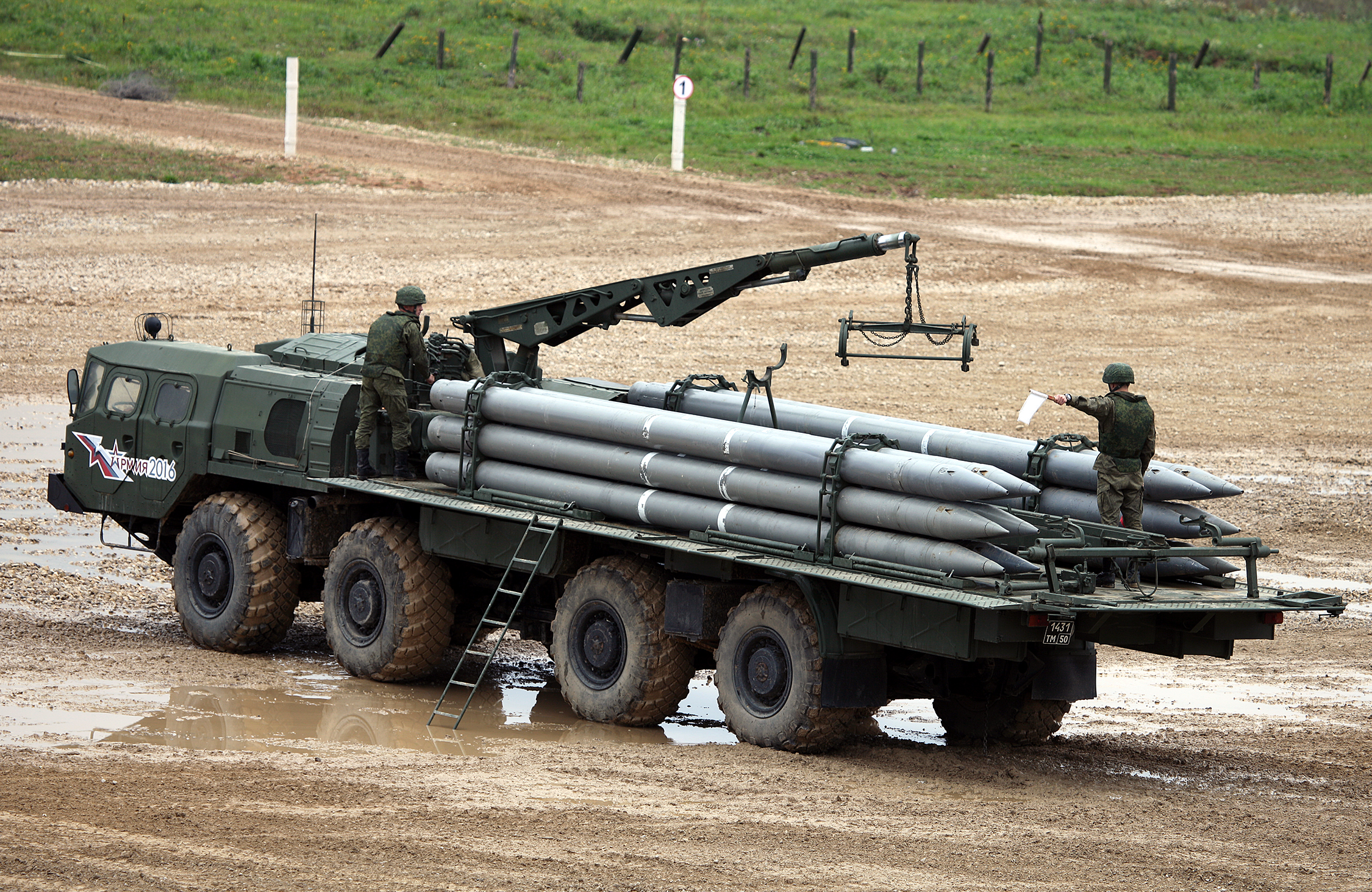
弾薬の運搬に使用される油圧クレーンが車体中央部から展開している様子を確認出来る。

## 採用国
- アルジェリア - 50セット

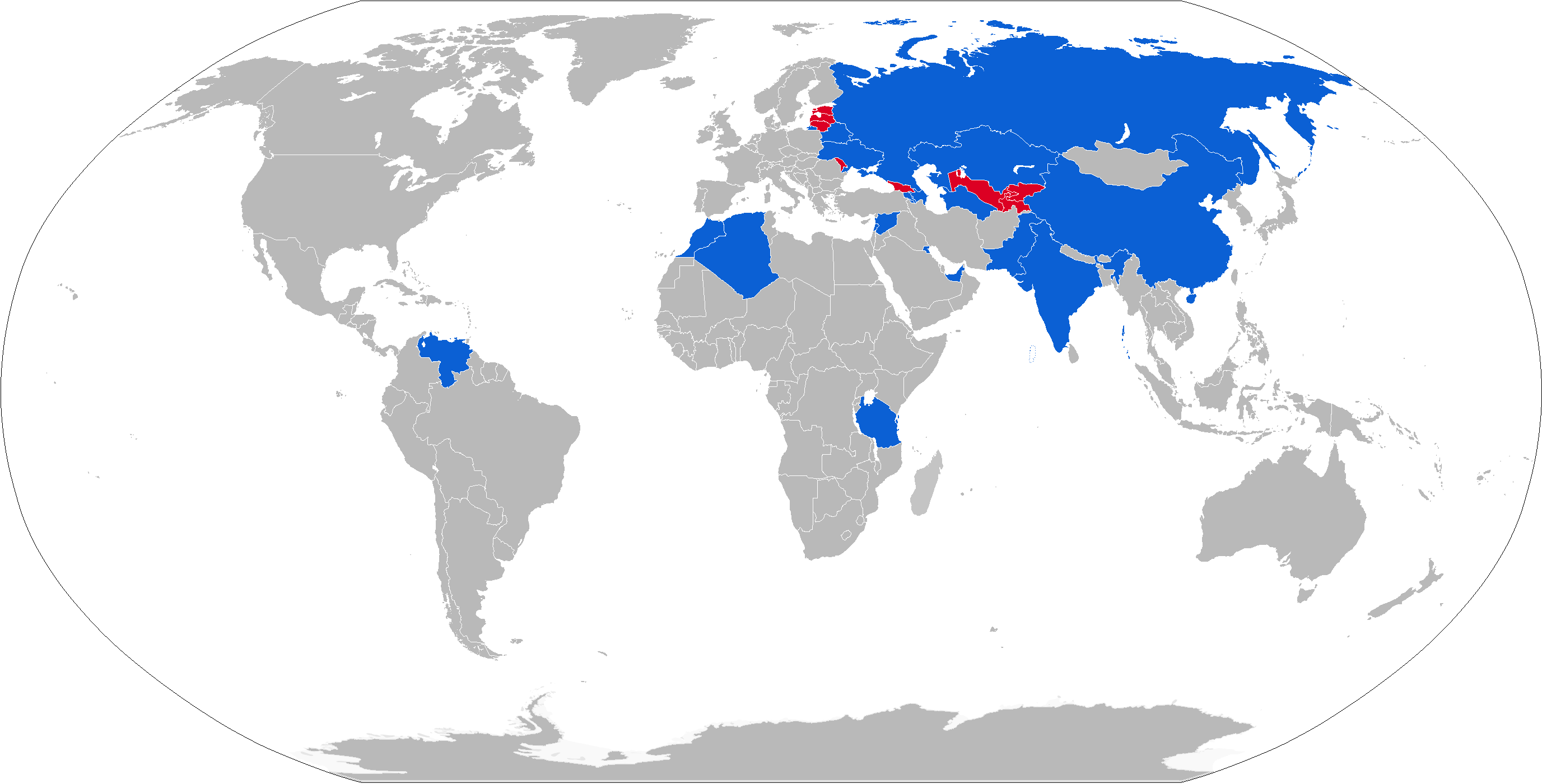
BM-30の採用国

- アルメニア - 2018年に6セットを受領
- アゼルバイジャン - 2024年時点で、アゼルバイジャン陸軍が30両の9A52を保有[4]。
- ベラルーシ - 48セット
- 中国
- インド - 162セットが稼働中
- カザフスタン - 2023年時点で、カザフスタン陸軍が6両のBM-30を保有[5]。
- クウェート - 27セット
- リビア - 2025年5月に、リビア国民軍のパレードで2両が確認された[6]。
- モロッコ - 中国が開発したPHL03を36セット
- パキスタン - 36セット
- ロシア - 106セット
- シリア
- トルクメニスタン - 2024年時点で、トルクメニスタン陸軍が6両の9A52を保有[7]。
- ウクライナ

## 登場作品
『ガーディアンズ』
ロシア陸軍のBM-30がクラトフの送信設備と化したモスクワ・シティを攻撃する。